# Ekdin
Ekdin ('Een dag') is een Bengaalse krant, die uitkomt in West-Bengalen, een deelstaat in India. De broadsheet is eigendom van Partha Chakraborti en is gevestigd in Kolkata. Chakraborti is tevens de hoofdredacteur. De krant wordt uitgegeven in Kolkata, Durgapur en Siliguri.